# Ян I Олбрахт
Ян I Олбрахт (на полски: Jan I Olbracht, на литовски: Janas Olbrachtas (Albrechtas), на беларуски: Ян I Ольбрахт; * 27 декември 1459, Краков, Кралство Полша; 17 юни 1501, Торун, Кралство Полша) е княз на Глогов (1491 – 1498) и крал на Полша (1492 – 1501).